# Dalinghosaurus longidigitus
Dalinghosaurus longidigitus (лат.) — вымерший вид ящериц, описанный в 1998 году китайским палеонтологом С. А. Цзи из Департамента геологии Пекинского университета, единственный вид в роде Dalinghosaurus. Окаменелые остатки ящерицы были найдены в нижнемеловых отложениях формации Исянь на северо-западе Китая.

## Описание

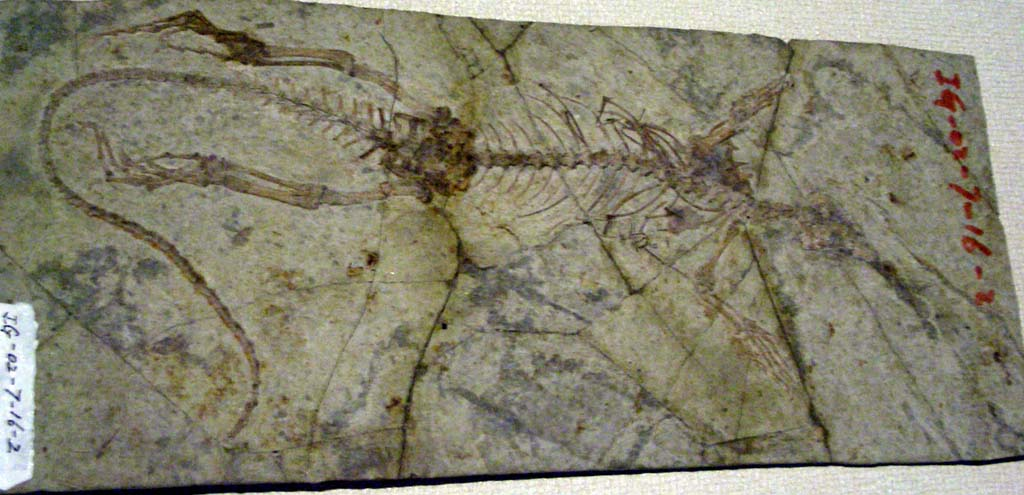
Окаменелость Dalinghosaurus longidigitus в Научном музее Гонконга

Dalinghosaurus longidigitus был мелкой ящерицей с чрезвычайно длинными хвостом и задними конечностями, что у современных ящериц является типичной морфологией для быстрых наземных бегунов, потенциально способных к бипедальной локомоции при высокой скорости бега. Более короткие передние конечности обычно связывают с древесным образом жизни. И хотя тонкие когтевые фаланги указывают на то, что рептилия была способна карабкаться по вертикальным поверхностям, возможно, она предпочитала открытые пространства, которые с ней делили обитавшие здесь тероподы.
В пекинском Институте палеонтологии позвоночных собрано 11 образцов Dalinghosaurus longidigitus. Один из скелетов содержит внутри 10 или больше скелетов неполовозрелых особей. Возможные остатки Dalinghosaurus были найдены в районе пищеварительного тракта мелкого компсогнатида синозавроптерикса.
Несмотря на то, что рептилия жила в нижнемеловую эпоху, при исследовании 2005 года было обнаружена её тесная филогенетическая взаимосвязь с несколькими современными таксонами семейства Xenosauridae. Среди её родственников есть современная китайская крокодиловая ящерица шинизавр, вымерший Exostinus из Монтаны и Вайоминга, а также вымерший род Carusia из Монголии. Dalinghosaurus отличался от Carusia наличием меньшего количества зубов, а от шинизавра — формой черепа и нижней челюсти.